# Museo storico del Corpo militare dell'ACISMOM
Il Museo storico del Corpo Militare  è uno spazio espositivo situato a Roma, presso la città militare della Cecchignola, e dedicato alla storia del Corpo militare dell'ACISMOM.

## Storia
Il museo è stato inaugurato il 12 gennaio 2006 dall'allora Gran maestro dell'Ordine di Malta Fra' Andrew Bertie presso la Caserma Artale, sede del comando del Corpo militare dell'ACISMOM. Il museo è organizzato su tre sale, dove sono esposti cimeli quali 8 bandiere di guerra, 12 uniformi storiche e 75 copricapi, oltre ad una quantità di fotografie, documenti ed armi. 

## Descrizione
La prima sala è dedicata alle Forze Armate dell'Ordine di Malta, progenitrici del Corpo militare e protagoniste della difesa dell'isola per tre secoli, come durante l'Assedio di Malta (1565). Vi prendono posto inoltre i pezzi relativi alla fondazione del Corpo militare nel 1877, con le prime uniformi e la documentazione relativa alla partecipazione al terremoto di Messina del 1908, la guerra italo-turca del 1911 con la nave ospedale Regina Margherita e la prima guerra mondiale. La seconda e la terza sala sono dedicate all'intervento del Corpo nella seconda guerra mondiale con i suoi treni ospedale dello SMOM sul fronte russo e con gli ospedali territoriali. 
Il museo è visitabile su appuntamento con il Comando del Corpo dal lunedì al venerdì, dalle ore 9 alle 12.